# For Your Eyes Only
For Your Eyes Only is de twaalfde James Bondfilm geproduceerd door EON Productions, met Roger Moore als James Bond. De film is uitgebracht in 1981. Het is gebaseerd op een kort verhaaltje uit de gelijknamige verhalenbundel uit 1960.
De titelsong werd gezongen door Sheena Easton. De plaat For Your Eyes Only werd in Nederland een gigantische hit in de destijds drie landelijke hitlijsten op de nationale publieke popzender Hilversum 3 en bereikte de nummer 1-positie in zowel de Nederlandse Top 40, Nationale Hitparade en de TROS Top 50. Ook in de Europese hitlijst op Hilversum 3, de TROS Europarade, werd de nummer 1-positie bereikt.
In België bereikte de plaat de 5e positie in de voorloper van de Vlaamse Ultratop 50 en de 6e positie in de Vlaamse Radio 2 Top 30. In Wallonië werd géén notering behaald.

## Verhaal
Wanneer een Brits schip, met aan boord een ATAC-decoder (Automatic Targetting Attack Communicator), vlak bij Griekenland tot zinken wordt gebracht, wordt James Bond eropuit gestuurd om de geheimzinnige zaak te onderzoeken. Er zijn echter meer kapers op de kust, aangezien general Gogol, het hoofd van de KGB sterk geïnteresseerd is in het apparaat. Het echtpaar Havelock lijkt de ligging van het wrak bijna bepaald te hebben als een zekere Hector Gonzales hen vermoordt. Hun dochter Melina zint op wraak en vermoordt de schurk voor Bonds ogen. Terug in Londen identificeert Bond een aanwezige bij Gonzales' schuilplaats als de Belgische crimineel Emile Leopold Locque.
Bond gaat naar Italië, waar de Griekse zakenman Kristatos, die vanwege zijn contacten ook een Britse informant is, te weten komt dat Locque vermoedelijk werkt voor de smokkelaar Milos Columbo. Terwijl Kristatos meer informatie probeert te ontdekken houdt Bond een oogje op diens nichtje en pupil Bibi Dahl. Zij probeert Bond te verleiden, maar hij vindt haar veel te jong. Bond wordt diezelfde dag achtervolgd door een groep mannen, waarbij Locque betrokken is, evenals een zekere Eric Kriegler, een Duitse moordenaar van de KGB. 's Avonds wordt Bond opnieuw aangevallen, en wordt contactman Ferrara vermoord.
In Corfu gaan Bond en Kristatos naar het casino-restaurant van Columbo, om de smokkelaar te observeren. Bond probeert meer te weten te komen door Columbo's maîtresse, gravin Lisl von Schlaf, te verleiden. De volgende ochtend valt Locque weer aan, en wordt Lisl overreden. Bond wordt echter gered door een groep mannen die hem aan boord van Columbo's schip brengen. Columbo onthult dat niet hij maar Kristatos Bonds vijand is, en zich al jaren een dubbelagent en opiumsmokkelaar is. Als bewijs neemt Columbo Bond mee bij een aanval op Kristatos' heroïnefabriek in Albanië. Bond schiet een vluchtende Locque in zijn schouder, zodat deze met zijn auto op de rand van een klif terechtkomt. Bond wreekt de dood van Ferrara en Lisl door de wegglijdende auto nog over de rand te trappen.
Samen met Melina duikt Bond de ATAC op uit het wrak van de St. Georges. Kristatos heeft hen echter opgewacht: hij neemt de ATAC over en probeert Bond en Melina te vermoorden door ze achter zijn boot aan te slepen, over een koraalrif, zodat de haaien hen zullen opeten. Bond slaagt erin om hen te bevrijden. Terug op Melina's boot horen ze dat haar papegaai de zin "ATAC naar St. Cyril" herhaalt. Met behulp van Columbo achterhaalt Bond de locatie: een oud klooster boven op een berg. Met Columbo's mannen slagen ze erin om binnen te dringen (waarbij Bond een gevaarlijke klimpartij moet maken) waarop een groot gevecht uitbreekt, waarin Kriegler door Bond wordt gedood en Kristatos door Columbo. Dan arriveert generaal Gogol om de ATAC op te komen halen. Bond gooit het apparaat echter van de rotsen, onder het mom van detente, waar Gogol in stilte mee akkoord gaat. Later die avond wordt Bond in een telefoongesprek gefeliciteerd door de premier, maar hij laat haar praten tegen Melina's papegaai, terwijl hijzelf met Melina de zee in duikt.

## Oorsprong titel
De titel is een specifieke verwijzing naar twee verschillende momenten in de film en heeft zodoende een dubbele betekenis. Wanneer Bond het dossier over Gonzales krijgt, staat er op de voorkant van het dossier For your eyes only, wat betekent dat de inhoud enkel en alleen door Bond mag worden gezien. Op het einde van de film, wanneer Bond en Melina elkaar uitkleden, zegt Melina: For your eyes only, darling.

## Filmlocaties
- Londen, Engeland
- Pinewood Studio's in Londen, Engeland
- kerk van Stoke Poges in Buckinghamshire, Engeland
- Becton Gasworks in Londen, Engeland
- Kalami Bay in Korfu, Griekenland
- Cortina d'Ampezzo in Italië
- Hotel Miramonte in Cortina d'Ampezzo, Italië
- Madrid, Spanje
- Moskou, Rusland
- Achillion Casino in Korfu, Griekenland
- Agios Georgios, Corfu in Korfu, Griekenland
- Oude Vesting in Korfu, Griekenland
- Vlacherna in Korfu,Griekenland
- Drievuldigheidsklooster in het Meteora-gebied in Griekenland
- Albanië

## Rolverdeling
| Acteur             | Personage                                                  |
| ------------------ | ---------------------------------------------------------- |
| Roger Moore        | James Bond                                                 |
| Lois Maxwell       | Miss Moneypenny                                            |
| Desmond Llewelyn   | Q                                                          |
| James Villiers     | Bill Tanner                                                |
| Carole Bouquet     | Melina Havelock                                            |
| Topol              | Milos Columbo                                              |
| Julian Glover      | Aristotle Kristatos                                        |
| Lynn-Holly Johnson | Bibi Dahl                                                  |
| Walter Gotell      | Generaal Gogol                                             |
| Geoffrey Keen      | Frederick Gray                                             |
| Michael Gothard    | Emile Locque                                               |
| John Wyman         | Erich Kriegler                                             |
| Cassandra Harris   | Gravin Lisl von Schlaf                                     |
| Stephan Kalipha    | Hector Gonzales                                            |
| Jill Bennett       | Jacoba Brink                                               |
| John Moreno        | Luigi Ferrara                                              |
| Charles Dance      | Claus                                                      |
| Jack Klaff         | Apostis                                                    |
| Alkis Kritikos     | Santos                                                     |
| Stag Theodore      | Nikos                                                      |
| Jack Hedley        | Sir Timothy Havelock                                       |
| Toby Robins        | Iona Havelock                                              |
| Eva Reuber-Staier  | Rublevich                                                  |
| Robbin Young       | Bloemiste                                                  |
| John Hollis        | Ernst Stavro Blofeld (stem door Robert Rietty) (onvermeld) |
| Janet Brown        | Premier Verenigd Koninkrijk                                |
| Sheena Easton      | Zangeres in openingstitels (onvermeld)                     |

## Film en verhalen
- De moord op de Havelocks door Gonzales is afkomstig uit het korte verhaal For Your Eyes Only. Dit verhaal speelde echter in Jamaica en Canada en de wraakzuchtige dochter heette niet Melina maar Judy. In de film doodt Melina Gonzales op de manier waarop Judy in het verhaal Von Hammerstein vermoordt.
- De rivaliteit tussen Kristatos en Columbo (waarbij Kristatos Columbo zwartmaakt) komt uit het korte verhaal Risico, evenals de verleiding door Lisl Baum.
- De kielhaal-scène komt uit een andere James Bond-roman, Live and Let Die.

## Muziek
De originele filmmuziek werd gecomponeerd en geproduceerd door Bill Conti. Bij de titelsong schreef Michael Leeson de teksten en Conti de muziek.

## Trivia
- Dit is de eerste Bondfilm geregisseerd door John Glen, die alle Bondfilms uit de jaren '80 zou regisseren.
- Julian Glover (Kristatos) had jaren eerder zelf nog auditie gedaan voor de rol van James Bond.
- In de proloog wordt Bond aangevallen door een kale man met een witte kat, wiens gezicht buiten beeld blijft. De man lijkt verdacht veel op Ernst Stavro Blofeld, een personage waarop Kevin McClory de rechten had. Broccoli wilde laten zien dat de Bondfilms Blofeld niet nodig hadden, door hem in de proloog al te laten doodgaan.
- Ook is er in de proloog een verwijzing naar de eerdere Bondfilm On Her Majesty's Secret Service, als Bond bloemen legt bij het graf van zijn vermoordde geliefde Tracy di Vicenzo-Bond.
- Dit is de enige film waarin Gogol aan de kant van Bonds tegenstanders staat. Het is tevens de enige film zonder M, omdat Bernard Lee in januari 1981 overleden was. Zijn tekst werd verdeeld over Q, Bill Tanner en Frederick Gray. In het verhaal is M met verlof en heeft Tanner tijdelijk zijn taken overgenomen.
- Cassandra Harris, die gravin Lisl speelt, was de vrouw van Pierce Brosnan, die in 1995 de rol van James Bond zou krijgen. Cassandra heeft dit echter niet meer meegemaakt: ze overleed in 1991 aan eierstokkanker.
- Op de laatste dag van het filmen van de bobslee achtervolging is een van de stuntmannen omgekomen. De 23-jarige Paolo Rigon overleed toen hij onder de bobslee terechtkwam.